# Šumi
Šumi je priimek več znanih Slovencev:
- Evgenija Hribar (r. Šumi) (1875–1936), podjetnica, slaščičarka
- Franc Schumi (Šumi) (1848–1916), slaščičar, zgodovinar
- Franc Šumi (1922–2004), geofizik
- Franc Saša Šumi, sodelavec Oddelka za umetnostno zgodovino FF UL
- Irena Šumi (*1959), etnologinja, socialna antropologinja
- Jadranka Šumi (*1949), umetnostna zgodovinarka
- Janez Šumi (1920–2011), ekonomist
- Josipina Šumi (1841–1917), slaščičarka, podjetnica
- Nace Šumi (1924–2006), umetnostni zgodovinar, konservator, etnograf, pedagog in likovni kritik
- Nada Šumi - Komelj (*1947), slavistka - lektorica, prevajalka, urednica
- Nataša Štupar Šumi (r. Suhadolc) (1927–2018), konservatorka arhitekture
- Peter Šumi (1895–1981), telovadec in podjetnik
- Robert Šumi (*1974), kriminalist; predsednik Komisije za preprečevanje korupcije RS

Šumi je lahko tudi:
- Šumi (tovarna), nekdanja ljubljanska tovarna bonbonov v lasti družine Šumi (Schumi).